# 高昂

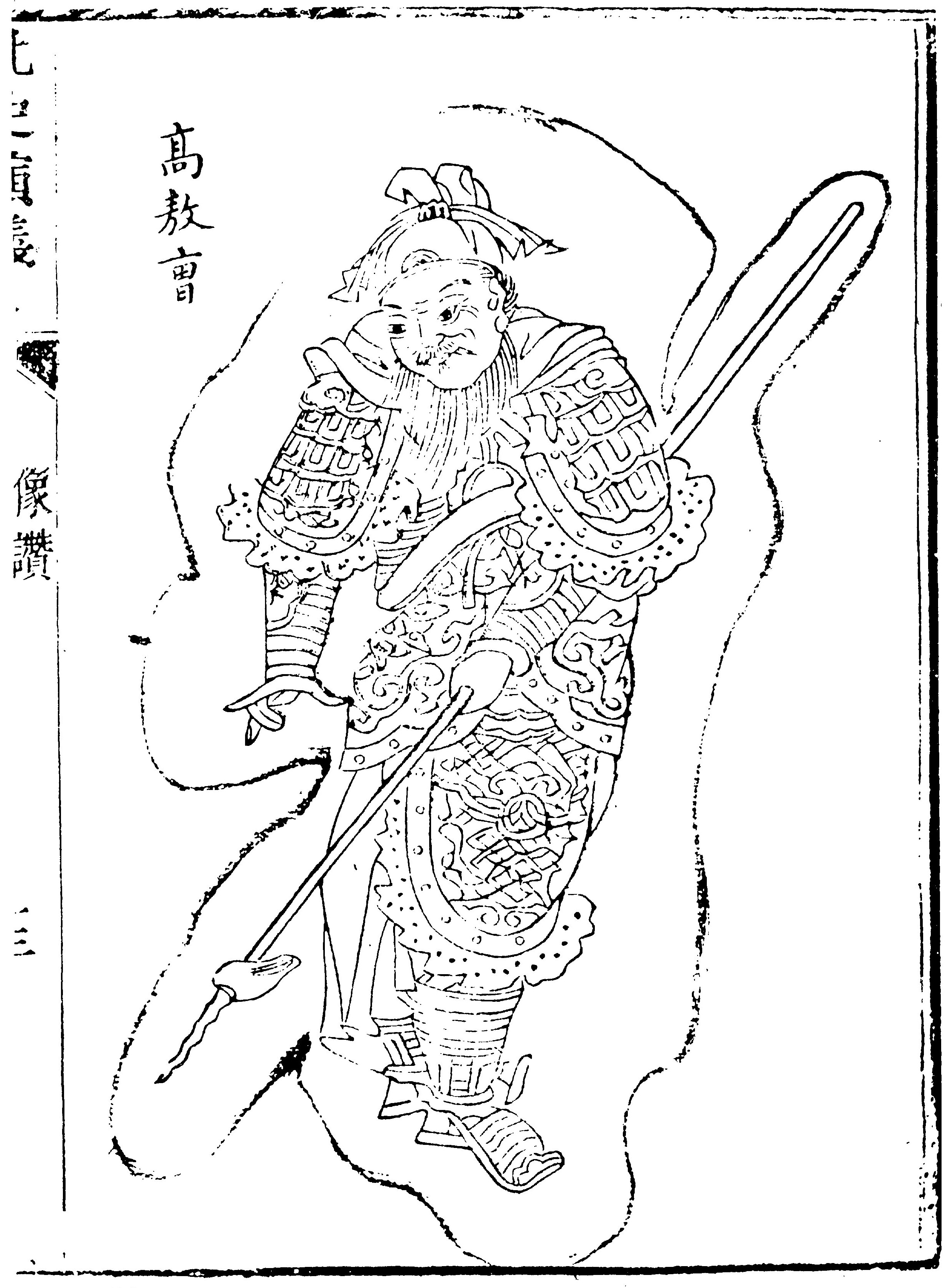
高昂

高 昂（こう こう、491年 - 538年）は、中国の北魏末から東魏にかけての軍人。字は敖曹。本貫は渤海郡蓨県。高乾の弟。

## 経歴
高翼の三男として生まれた。若くして膂力にすぐれ、剣客を集めて、郷里の人に恐れられた。建義元年（528年）、爾朱栄が洛陽に入って朝廷の人士を殺害すると、高昂は兄弟たちとともに挙兵し、黄河と済水の流域の間で叛いた。孝荘帝の招撫を受けて官軍に降ると、通直散騎侍郎に任ぜられ、武城県伯に封ぜられた。兄の高乾が解職されて帰郷すると、高昂もともに郷里に帰ってひそかに壮士を養った。爾朱栄の命を受けた刺史の元仲宗のために高昂は捕らえられ、晋陽に送られた。永安2年（529年）、さらに洛陽に送られ、家畜を管理する役所に拘禁された。永安3年（530年）、爾朱栄が殺害されると、孝荘帝の引見を受けた。爾朱世隆が宮殿に迫ったとき、高昂は甥の高長命らとともに戦った。直閤将軍に任ぜられた。通直常侍となり、平北将軍の位を加えられた。
洛陽が爾朱兆の手に落ちると、普泰元年（531年）に高昂は兄弟たちとともに高歓に帰順した。2月、兄の高乾とともに冀州を襲撃し、冀州刺史の元嶷を捕らえ、監軍の孫白鷂を殺し、前河内郡太守の封隆之を行冀州事に推挙した。殷州刺史の爾朱羽生と甲冑も着けずに戦って退けた。中興元年（同年）10月、後廃帝が即位すると、高昂は使持節・驃騎大将軍・儀同三司の位を受けた。冀州刺史に任じられ、これは終生の官職となった。大都督となり、高歓の下で爾朱兆と広阿で戦って破った。中興2年（532年）、鄴を平定すると、部下を率いて黎陽に駐屯した。韓陵で爾朱兆と戦い、高昂は王桃湯・東方老・呼延族ら3000人の鮮卑兵を率いた。戦いは高歓側に不利となり、軍を少し後退させると、爾朱兆らはこれに乗じて前進してきた。高岳・韓匈奴らが500騎でその前方を支え、斛律敦が突破されて残された兵を収容して後方につき、高昂が蔡儁とともに1000騎を率いて栗園から出て爾朱兆軍を横撃すると、爾朱兆はこれによって大敗した。
太昌元年（同年）、高昂は冀州に赴任した。間もなく侍中・開府を加えられ、爵位は侯に進んだ。永熙2年（533年）、兄の高乾が殺害された後、晋陽に逃れて高歓を頼った。永熙3年（534年）、斛斯椿が起兵すると、高歓はこれを討ち、高昂は先鋒を務めた。孝武帝が関中に入ったとき、高昂は500騎を率いて追い、崤陝まで至ったが及ばず、帰還した。まもなく豫州刺史を代行し、三荊の諸州の平定にあたった。天平元年（同年）、侍中・司空公に任ぜられた。兄の高乾がこの位に就いて亡くなったので、高昂は固辞して受けず、司徒公に転じた。
天平3年（536年）12月、高歓の命により、高昂は西南道大都督となり、商洛道におもむいた。天平4年（537年）1月、山道は険しく狭隘だったが、戦いながら前進し、上洛を攻め落とし、西魏の洛州刺史の泉企らを捕らえた。竇泰が宇文泰に敗れたため、高昂は軍を返した。ときに高昂は流矢に当たって傷を負ったが、「わたしは死んでも恨みはない。心残りなのが、弟の高季式が刺史となっていないことだけだ」と側近に言った。高歓がこのことを聞いて、高季式を済州刺史に任じた。
高昂が帰還すると、軍司大都督となって、76都督を総べ、行台の侯景とともに虎牢に駐屯した。御史中尉の劉貴が北豫州にあったが、高昂とつまらぬことで争いとなり、高昂は怒って、鼓を鳴らし兵を率いて攻めかかった。侯景と万俟洛が間に入って止めた。このころの鮮卑人は漢族の朝士を軽んじていたが、ただ高昂については恐れはばかっていた。高歓は三軍に命令を下すとき鮮卑語を使ったが、高昂が列にあると漢語を使った。高昂が相府を訪れたとき、門番が入れなかったので、高昂は怒って弓を引いて門番を射た。高歓はこのことを知ったが叱責しなかった。
元象元年（538年）、京兆郡公に進んだ。侯景らとともに金墉城の独孤信を攻撃したが、宇文泰の援軍がやってきた。邙陰で戦ったが、高昂は敗れ、単騎で東方に逃れて河梁南城に入ろうとしたが、門が閉ざされて入れず、西魏軍に殺害された。使持節・侍中・都督冀定滄瀛殷五州諸軍事・太師・大司馬・太尉公・録尚書事・冀州刺史の位を追贈され、諡を忠武といった。皇建元年（560年）、永昌王に追封された。
子の高突騎が後を嗣いだが早逝した。三男の高道豁（道額）が後を嗣ぎ、北斉・北周・隋に歴仕して、黄州刺史となった。

## 伝記資料
- 『北斉書』巻21 列伝第13
- 『北史』巻31 列伝第19